# Pherecardia parva
Pherecardia parva är en ringmaskart som beskrevs av Monro 1924. Pherecardia parva ingår i släktet Pherecardia och familjen Amphinomidae. Inga underarter finns listade i Catalogue of Life.